# Chaetoptila angustipluma
Chaetoptila angustipluma là một loài chim trong họ Mohoidae.

## Hình ảnh

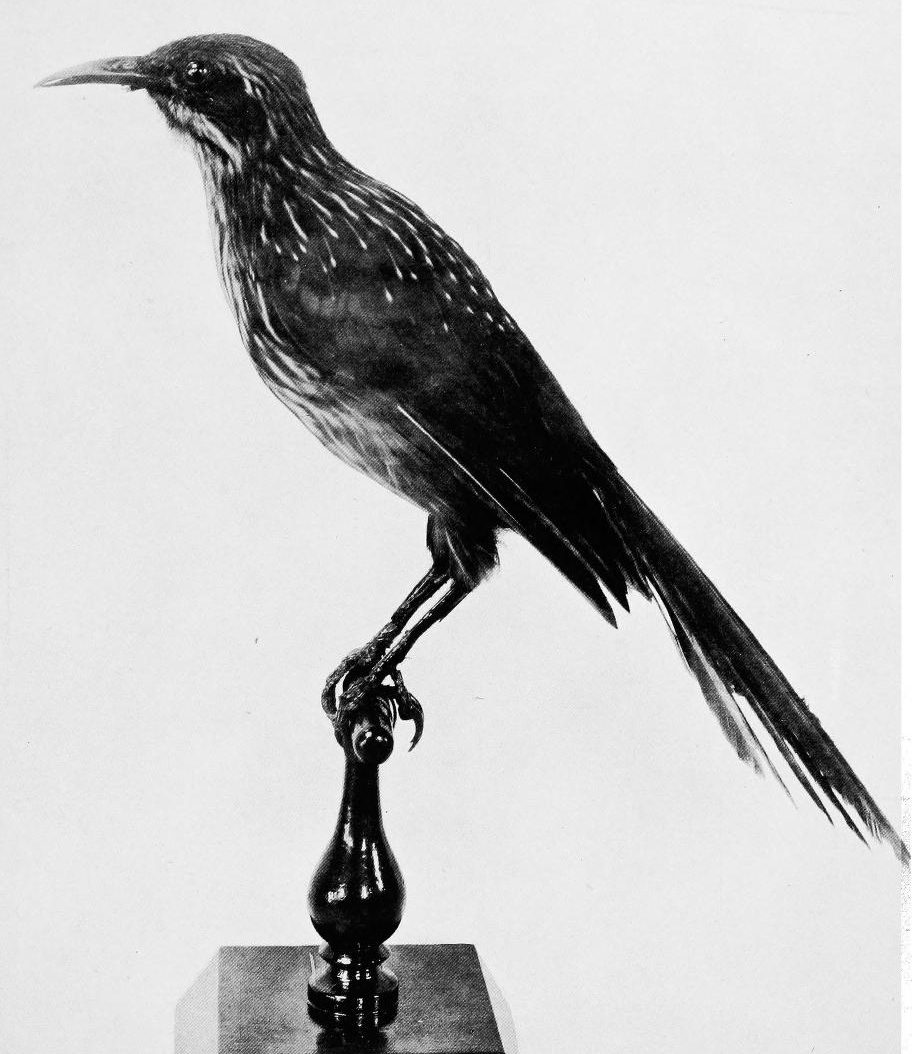
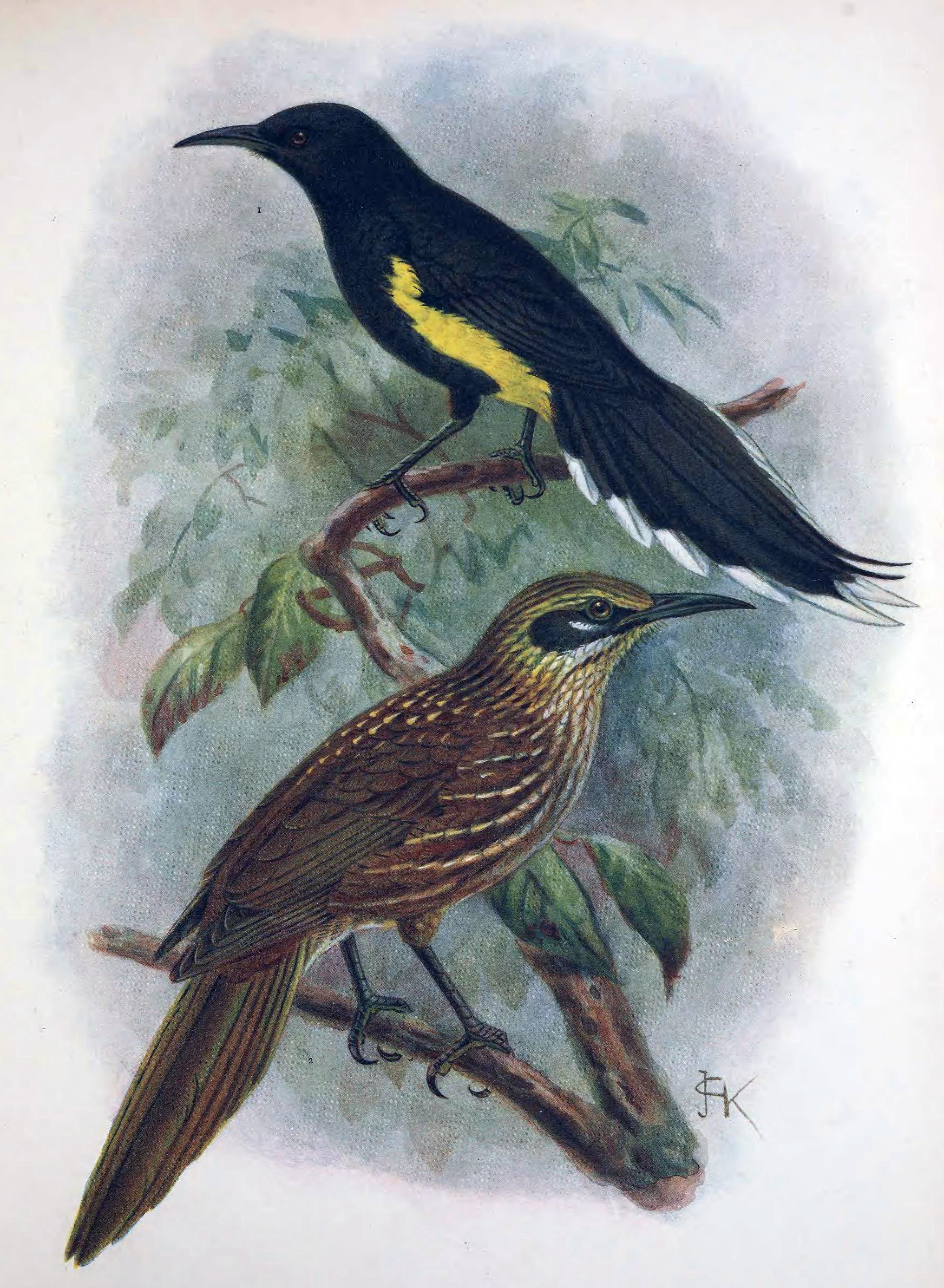